# Дом Колумба
«Дом Колумба» (исп. Casa de Colón) — музей в старейшем районе Ла-Вегета в городе Лас-Пальмас-де-Гран-Канария. Согласно традиции, Христофор Колумб во время своего путешествия останавливался здесь, пока чинили один из его кораблей. Здание было перестроено в 1777 году. С 1952 года в нём открыт музей, где экспонируются как подлинные предметы, так и реконструкции, относящиеся к знаменитым путешествиям мореплавателей.
Музей разделён на 5 отделов:
1. Доколумбовая эпоха Америки,
2. Колумб и его походы,
3. Канарские острова и открытие Америки,
4. История и развитие города Лас-Пальмас-де-Гран-Канария,
5. Живопись XVI — XX веков.

Экспонаты музея расположены на 3 уровнях в 12 залах, окружающих 2 внутренних дворика, и в подземных помещениях. В последних хранятся произведения искусства доколумбовой эпохи. Первый этаж посвящён экспедициям Колумба, развитию картографии и истории Канарских островов, представленных как «ворота» в Новый Свет. Залы второго этажа представляют обзор истории Лас-Пальмас с XV по XIX век. В отдельных залах экспонируются произведения, временно предоставленные Музеем Прадо.

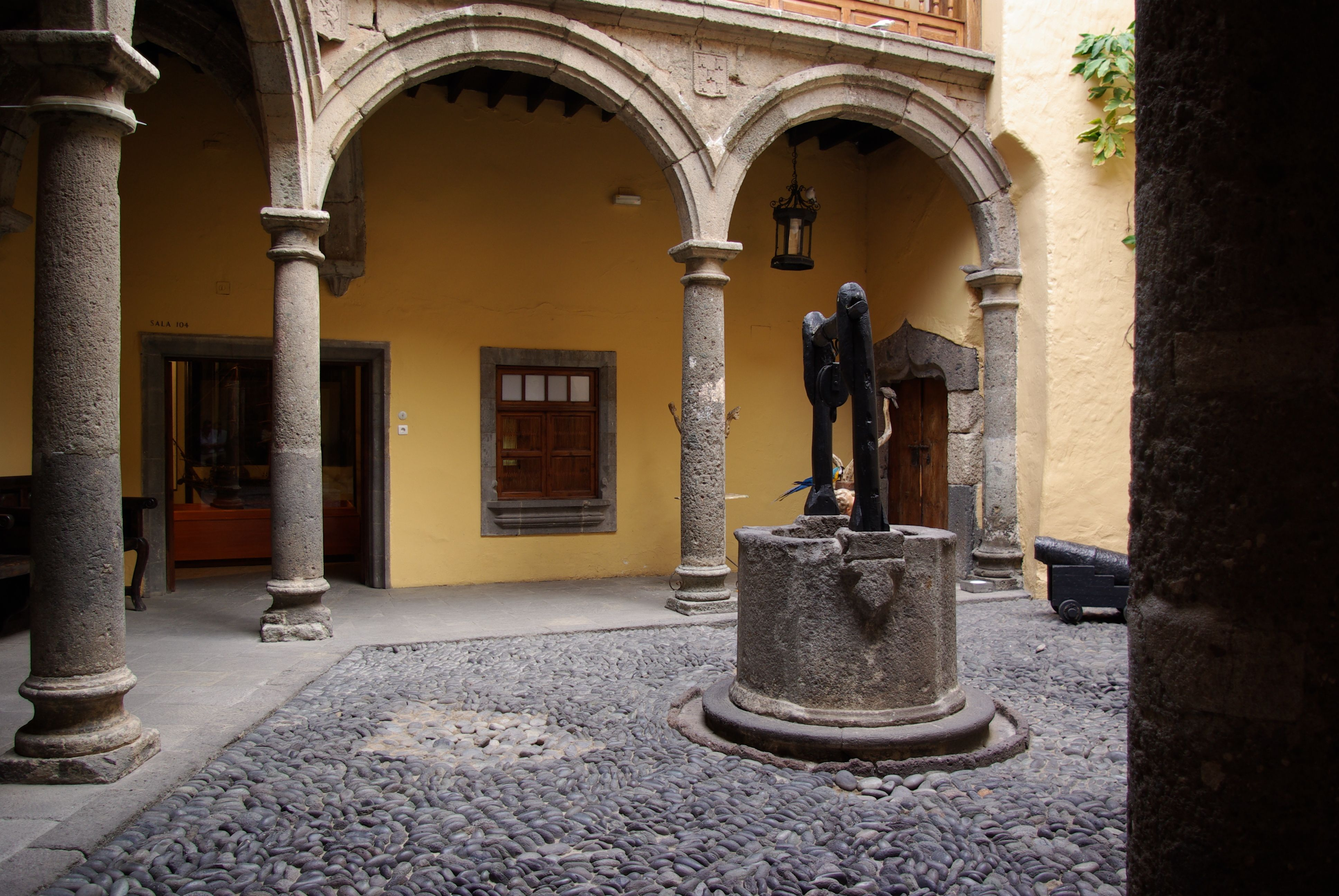
Внутренний дворик.
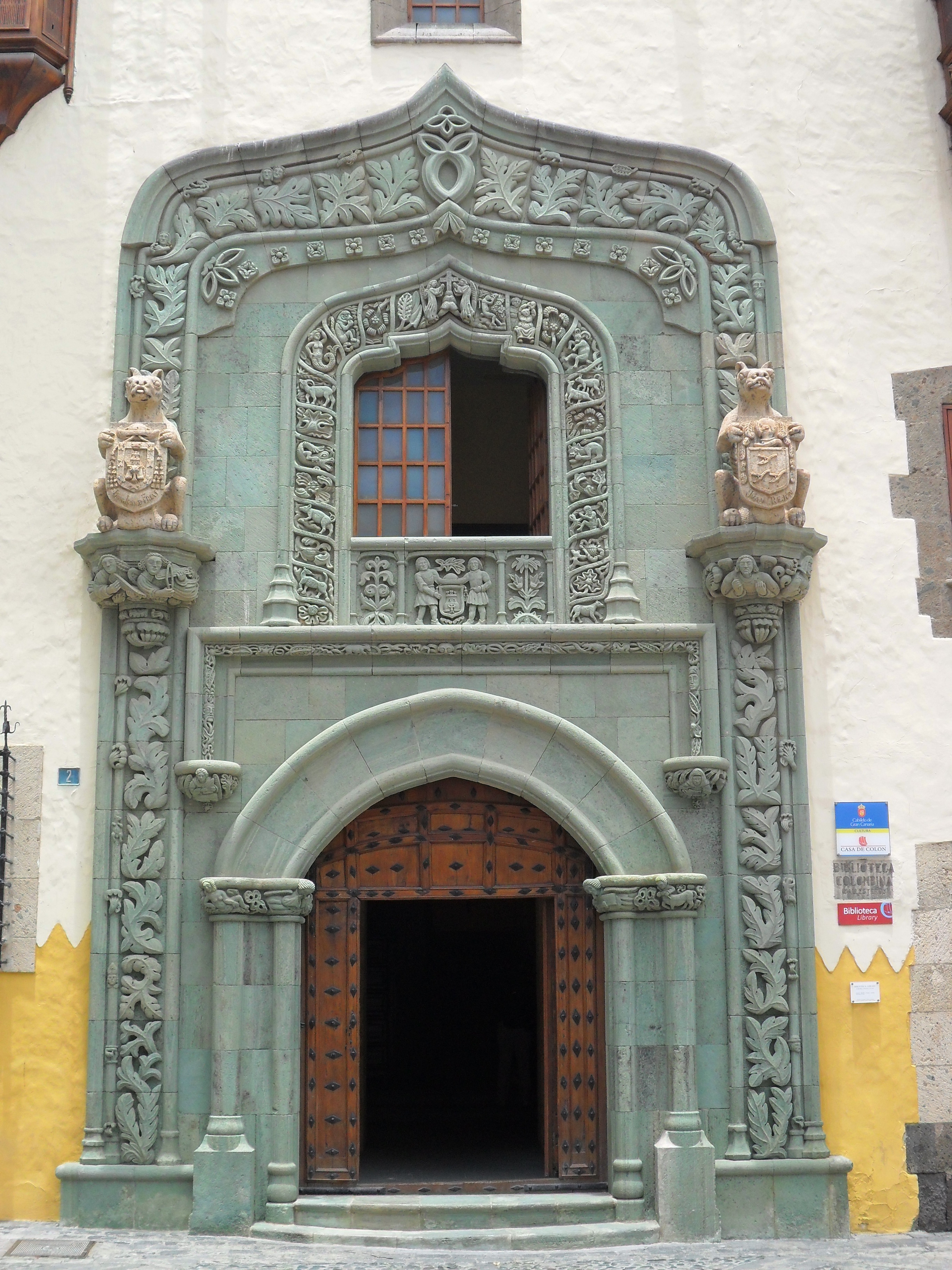
Внешний портал, увенчанный аркой в стиле тюдор с двумя львами, поддерживающими гербы города.
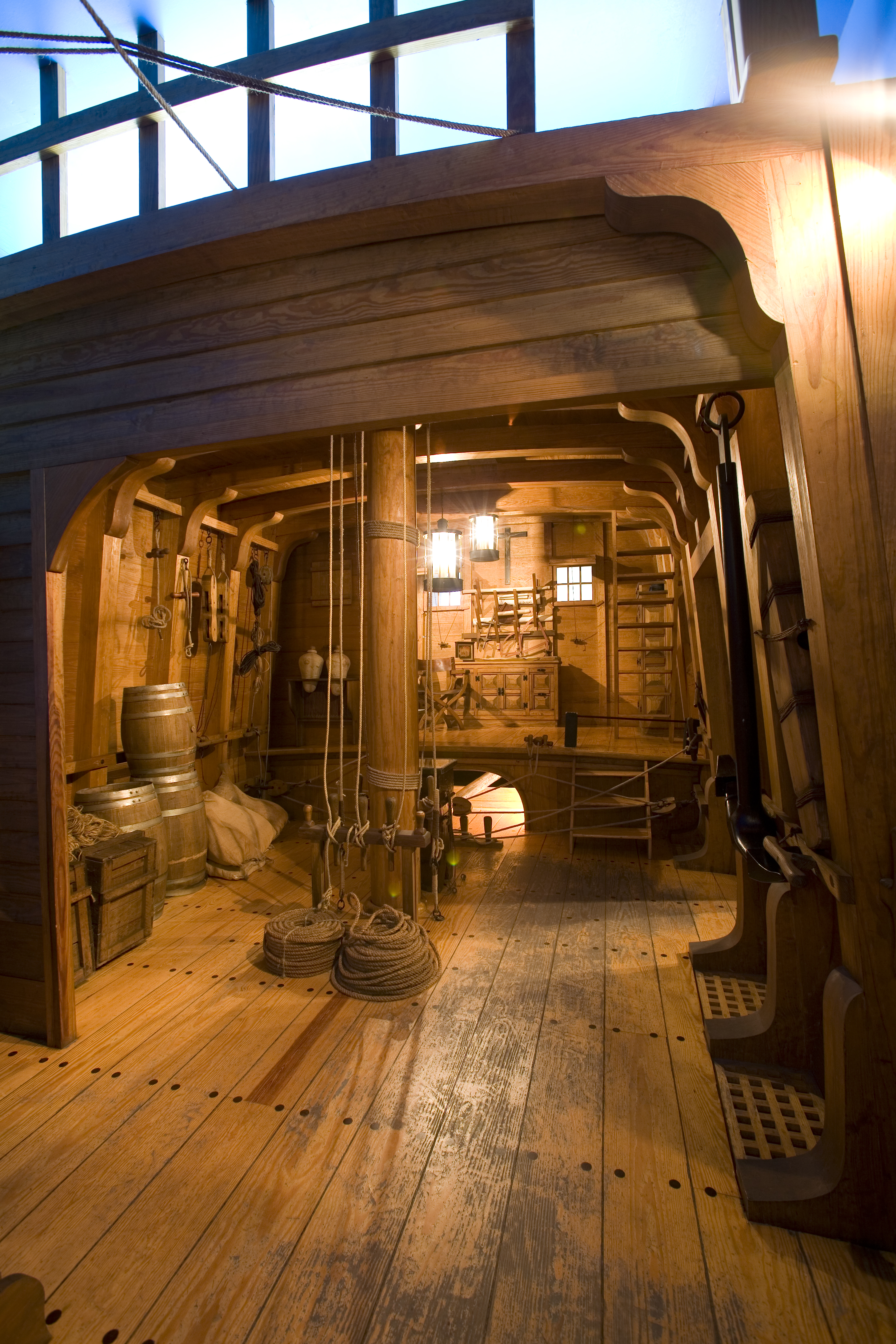
Реконструрированный в натуральную величину фрагмент внутренних помещений Ниньи, одного из кораблей Колумба.
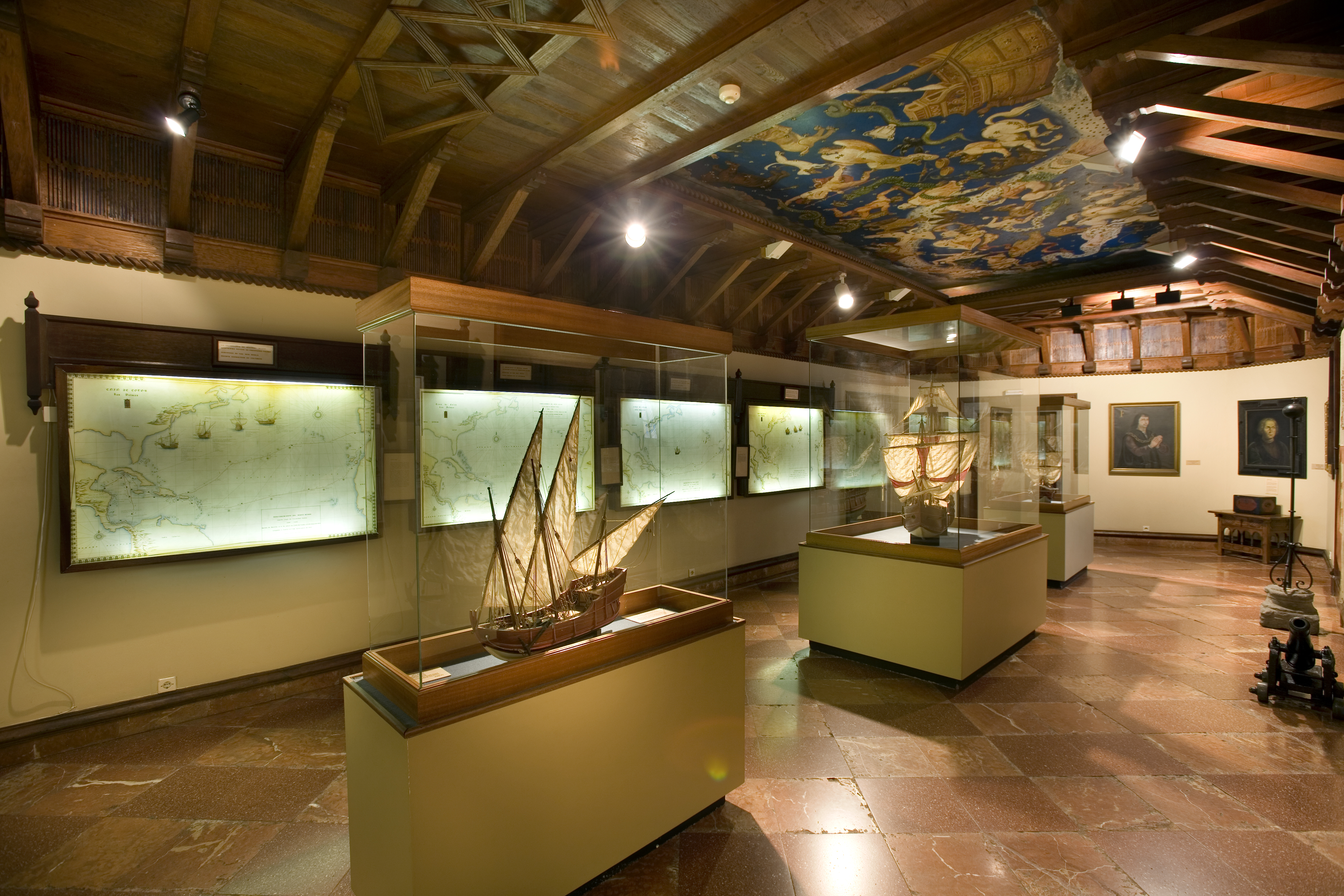
Модели трёх кораблей Колумба
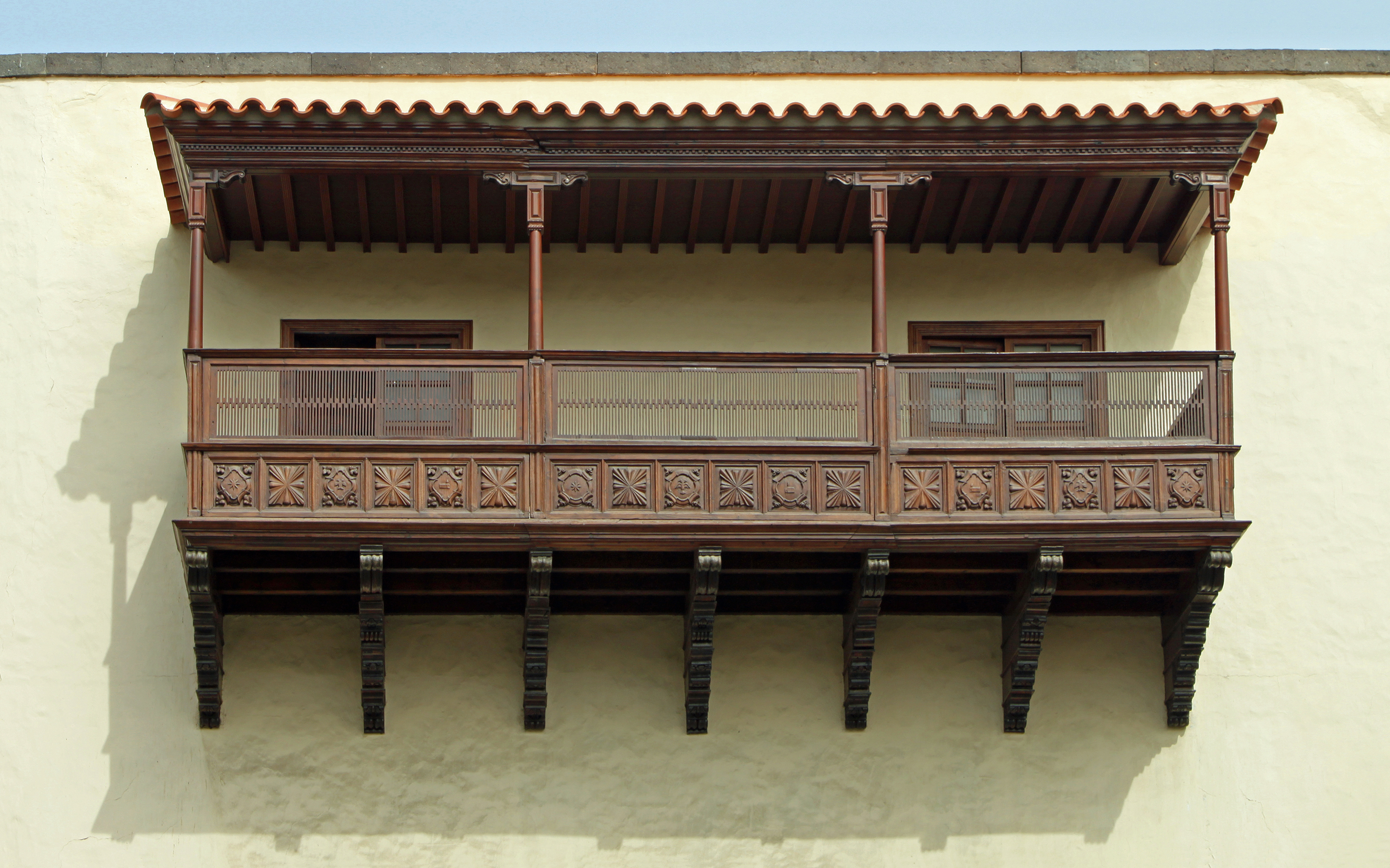
Типичный канарский деревянный балкон
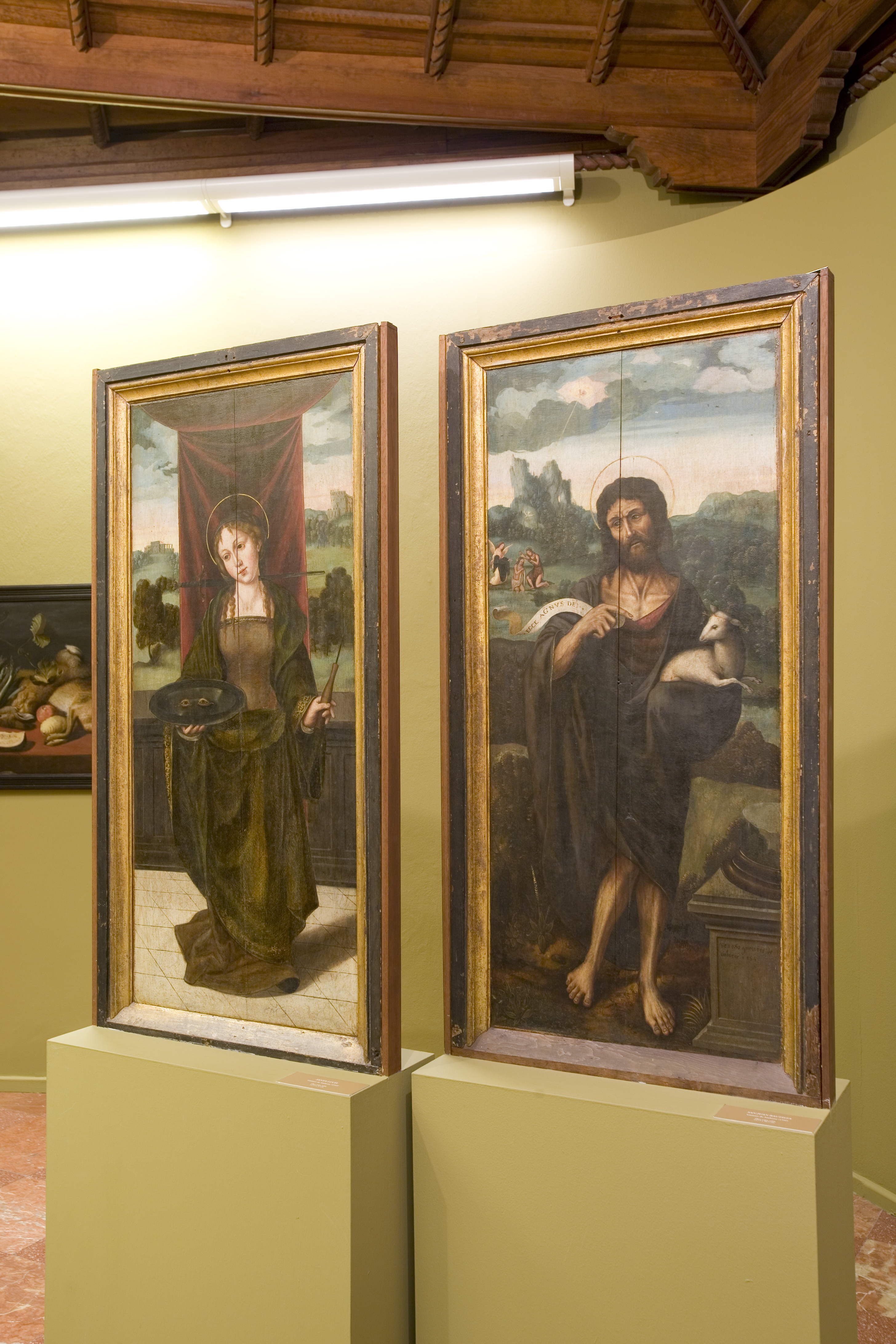